# Allosanthus trifoliolatus
Allosanthus trifoliolatus är en kinesträdsväxtart som beskrevs av Ludwig Radlkofer. Allosanthus trifoliolatus ingår i släktet Allosanthus och familjen kinesträdsväxter. Inga underarter finns listade i Catalogue of Life.